# Народний кларнет
Народний кларнет (ін. назви — ді́дик, скигля, вільшанка) — український духовий музичний інструмент язичкового типу з одинарною тростиною, що побутує в окремих етнографічних регіонах України, зокрема на Поліссі та Гуцульщині. Належить до групи народних дерев’яних духових інструментів і споріднений з жалійкою, маючи характерне протяжне, тужливе звучання.

## Конструкція
Інструмент являє собою відкриту циліндричну трубку з дерева, зазвичай вільхи, завдовжки приблизно 310 мм і діаметром близько 12 мм. Верхній край трубки скошений навскіс і перекривається одинарною тростиною, що функціонує за принципом сучасного кларнета. Під час гри потік повітря, спрямований музикантом у мундштук, змушує тростину вібрувати, що й утворює звук.
Типовий зразок має одинадцять звукових отворів, у тому числі два настроювальні. Інструмент налаштований у тональності мі-бемоль мажор і охоплює діапазон в одну октаву (мі♭¹ — мі♭²). Можливість часткового закриття отворів забезпечує хроматичний звукоряд.

## Назви та регіональні варіанти
У різних регіонах України народний кларнет побутує під локальними назвами:
- Скигля — поширена назва на Поліссі, зумовлена емоційно забарвленим, тужливим тембром інструмента;
- Вільшанка — також поліський варіант, пов’язаний із матеріалом виготовлення (вільха);
- Дідик — назва, зафіксована у гуцульській традиції та знайдена Михайлом Тимофіївим. Також згадується у працях музикознавця Михайла Хая, проте відсутня в давніх джерелах, що свідчить про її локальне або відносно пізнє походження.

У другій половині XX століття зафіксовано зразки інструментів з тією самою назвою («дідик»), проте з мундштуком замість тростини та з розтрубом на кінці, що наближає їх до труби й виводить за межі класичної конструкції народного кларнета.

## Дослідження та збереження
Окремі зразки народного кларнета зберігаються в музейних зібраннях, зокрема у фондах Державного музею театрального, музичного і кіномистецтва України. Дослідження інструмента здійснювали українські етномузикологи, зокрема Леонід Черкаський, Михайло Тимофіїв та Михайло Хай.